# Basipetospora chlamydospora
Basipetospora chlamydospora är en svampart som beskrevs av Matsush. 1975. Basipetospora chlamydospora ingår i släktet Basipetospora och familjen Monascaceae.   Inga underarter finns listade i Catalogue of Life.